# Stegenagapanthia albovittata
Stegenagapanthia albovittata là một loài bọ cánh cứng trong họ Cerambycidae.